# Catedral de Lyon
La catedral de San Juan Bautista de Lyon (en francés: Cathédrale Saint-Jean-Baptiste de Lyon), a menudo llamada simplemente catedral de Lyon o primacial de San Juan (en francés: Primatiale Saint-Jean-Baptiste-et-Saint-Étienne)  es la catedral y primado de Lyon (Francia). El término primado viene de Primat des Gaules, título histórico del obispo de Lyon.
Construida entre 1180 y 1480, mezcla el estilo Románico con el Gótico. Cuenta con un reloj astronómico del siglo XIV (o años 1300 al 1399)

## Historia

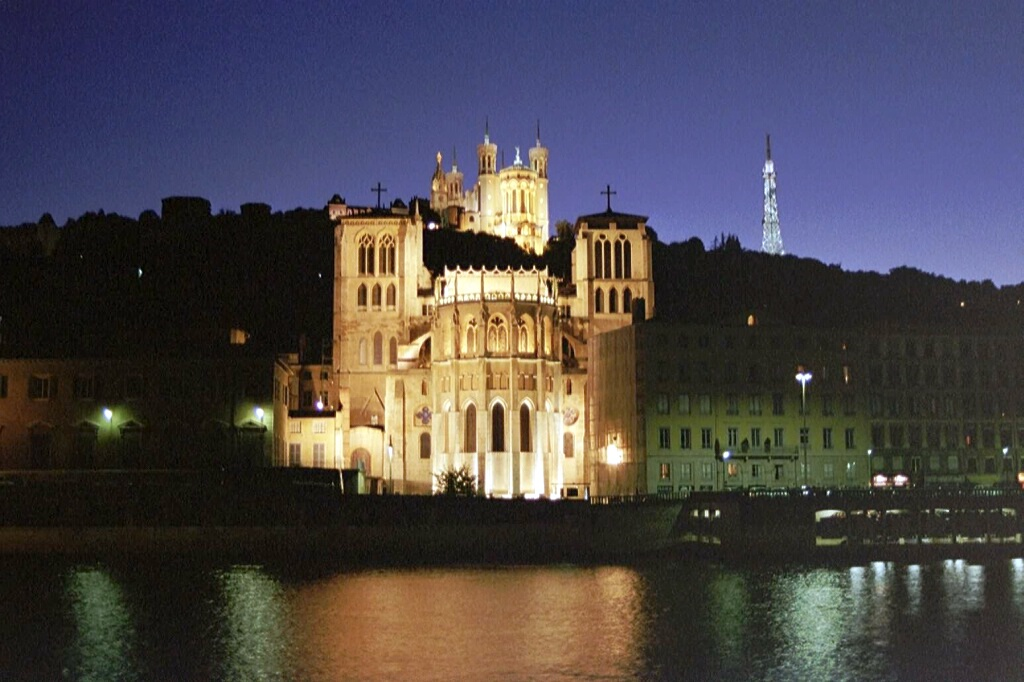
Vista nocturna de la catedral de Saint Jean desde el río Saona.

La catedral fue escenario de importantes eventos religiosos y políticos:
- El Primer Concilio de Lyon (13er concilio ecuménico) tuvo lugar en la catedral en junio y julio de 1245. El gran altar fue consagrado por el Papa Inocencio IV.
- El cuerpo de San Luis IX, muerto en el intento de la conquista de Túnez, fue depositado en la catedral en 1271.
- El Segundo Concilio de Lyon (14.º concilio ecuménico) tuvo lugar en mayo y julio de 1274. El Papa Gregorio X trató de reunir las iglesias griegas y latinas. Delegados griegos profesaron la fe católica. El doctor de la Iglesia, San Buenaventura, falleció durante este concilio tras haber desempeñado un papel importante.
- El Papa Juan XXII fue investido en la catedral en 1316 (Jacques Duèse)
- El 13 de diciembre de 1600, tiene lugar en la catedral el casamiento entre Enrique IV y María de Médici.
- El Richelieu recibió su birrete de cardenal en esta iglesia.
- En 1805, el Emperador Napoleón y Josefina, y luego el Papa Pío VII, son recibidos por el cardenal Joseph Fesch (hermanastro por parte de madre de la madre de Napoleón) en 1805.

## Construcción

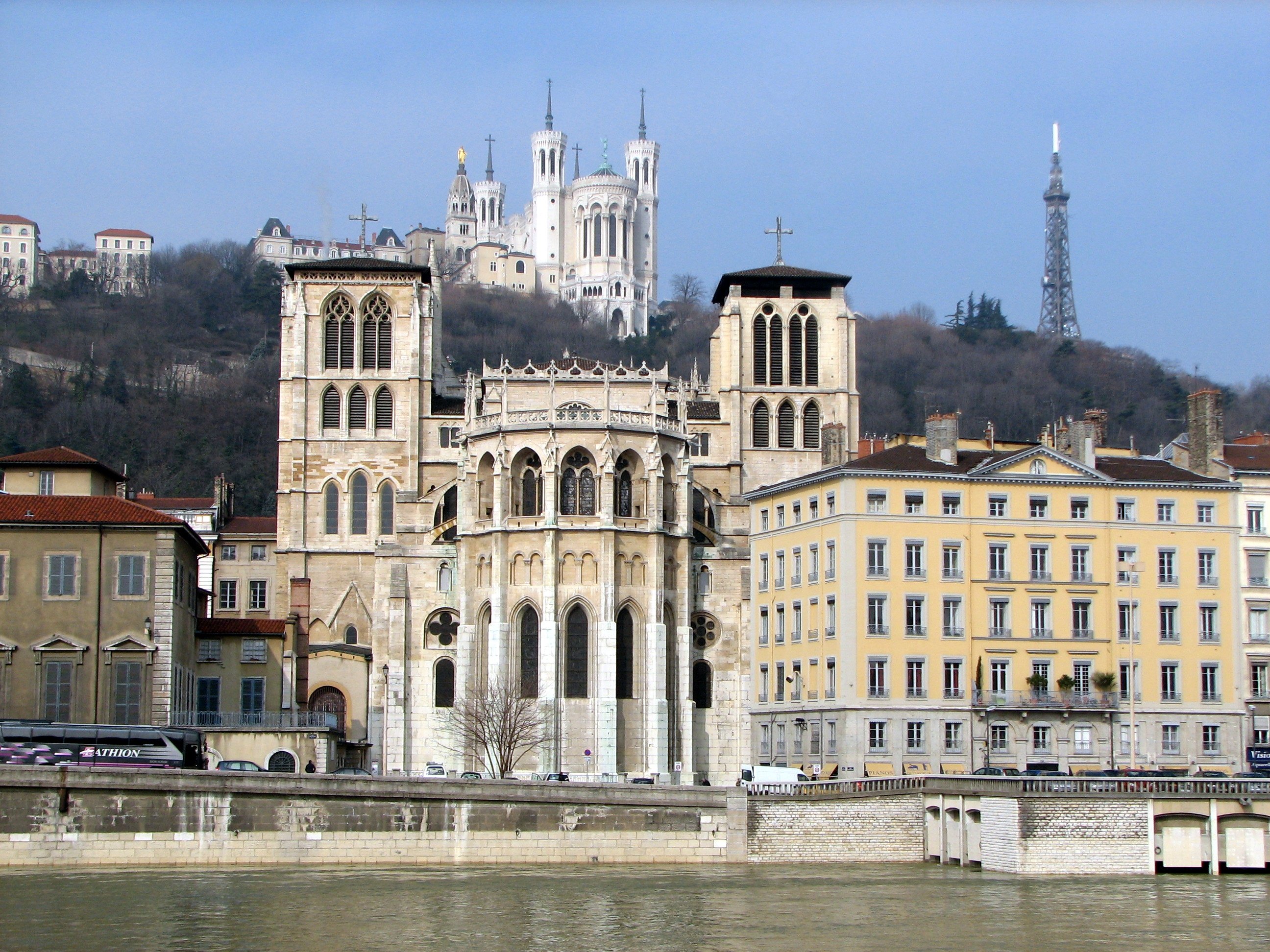
El Primado Saint-Jean y la basílica Notre-Dame de Fourvière.

La construcción comenzó en el siglo XII con la pared del monasterio. Las partes más bajas del ábside, las capillas de ambos lados y el transepto fueron construidos entre 1165 y 1180 en estilo Románico. El techo del ábside y el transepto en estilo Gótico, las dos torres orientales, los primeros cuatro tramos de la nave y la bóveda fueron completados entre el siglo XII y el primer tercio del siglo XIII.
A mediados del siglo XIII, las ventanas del coro y los dos rosetones del transepto fueron completados. Entre finales del siglo XII y el primer tercio del siglo XIV, los últimos cuatro tramos y la parte más baja de la fachada fueron completadas. El final del siglo XIV presenció la terminación de los últimos tramos de la bóveda y los rosetones de la fachada en 1392.
En el siglo XV, la parte superior de la fachada y las torres fueron completadas. La estatua de Dios Padre fue ubicada en la parte más alta del frontón en 1481. La capilla de los Borbones (nombrada así por los arzobispos que ordenaron su construcción), de un estilo Gótico tardío, fue construida entre finales del siglo XV y comienzos del siglo XVI.
En 1562, la catedral fue destruida por las tropas calvinistas del barón de Adrets. Las ventanas de la gran nave medieval y del tímpano del largo portal fueron destruidas en el siglo XVIII por orden de los Canónigos. Durante la revolución, la catedral sufrió algunos daños.
Entre 1791 y 1793, el arzobispo Lamourette ordenó la modificación de los coros. Esto incluyó la destrucción del atril.
El coro fue restaurado a su disposición medieval entre 1935 y 1936. Durante la liberación de Lyon en septiembre de 1944, algunas de las vidrieras de colores fueron destruidas.
La fachada fue restaurada en 1982.

## Arquitectura

### Fachada

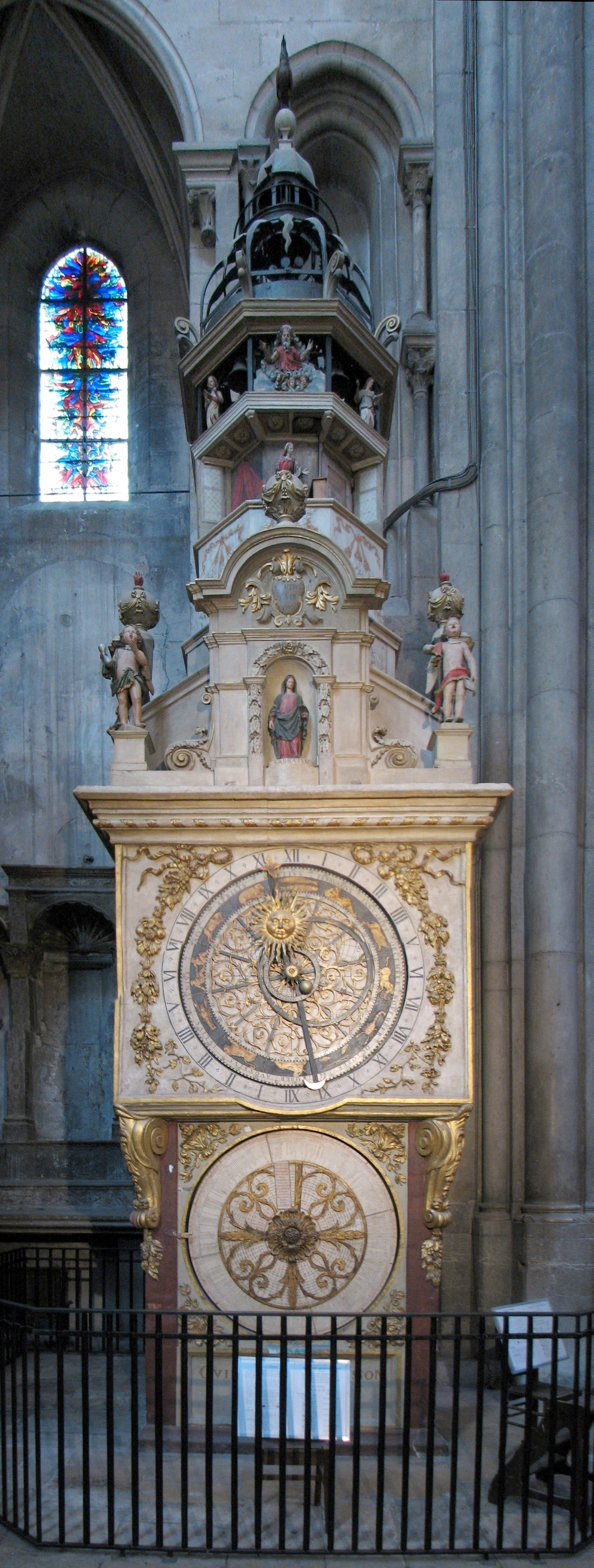
Reloj astronómico.

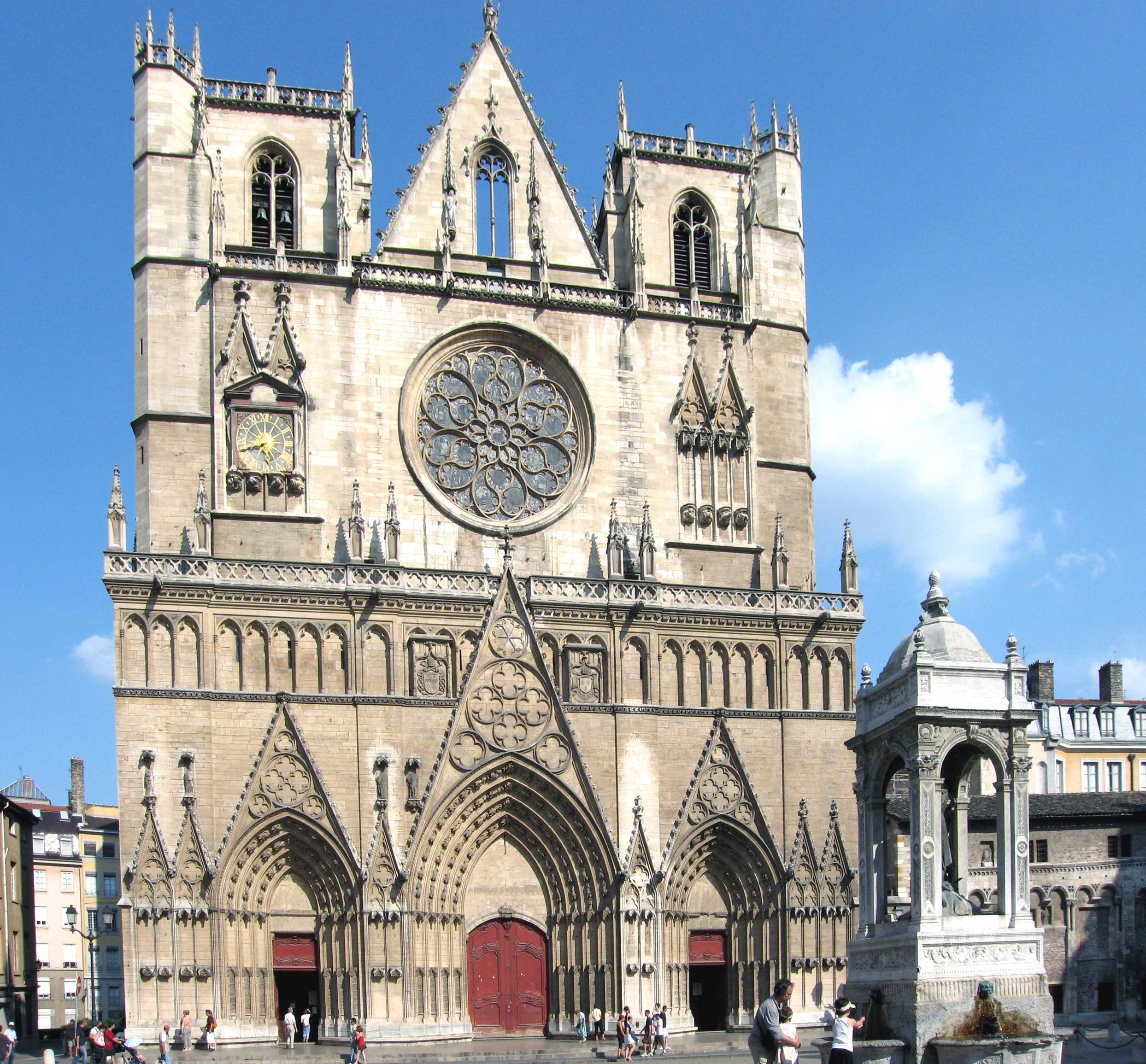
Vista de la fachada principal de la catedral Saint-Jean de Lyon.

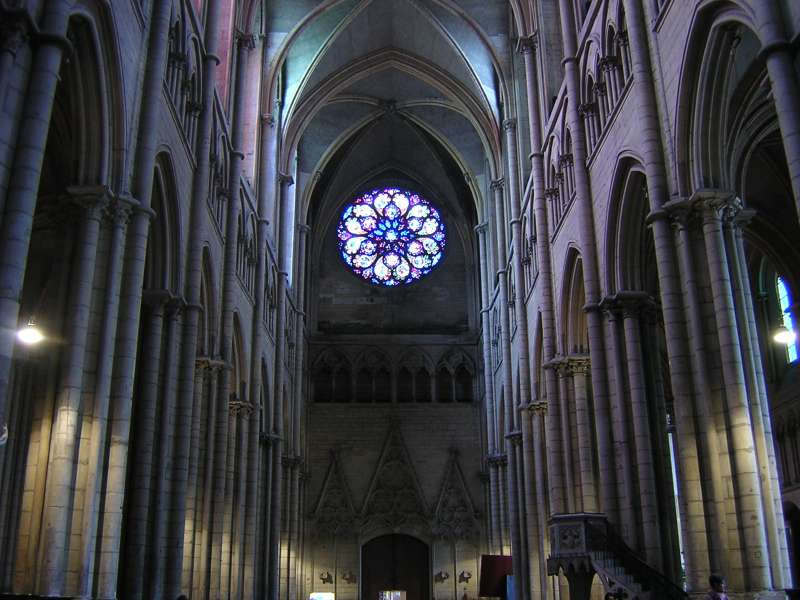
Interior de la catedral.

- Está compuesta, en parte, por bloques de antiguos monumentos romanos que se derrumbaron en el siglo IX, especialmente del antiguo forum. Está muy marcada por el final del siglo XV. Esta fachada es una de las de estilo gótico más extravagantes.
- Los 300 medallones de la fachada cuentan diferentes episodios del Antiguo y del Nuevo Testamento. En el siglo XVI, el barón de Adrets, calvinista, destruyó todas las estatuas de santos en los nichos de la fachada y de todos los ángeles de los tres portales.

### Interior
- Se puede observar la cronología de la construcción: el ábside y el coro son románicos y el estilo es gótico.
- Las vidrieras de colores, como el rosetón central y el transepto, datan de alrededor de 1390 y están caracterizadas por una sombra azul y violeta. El color de las vidrieras de colores está adaptado a su posición: las adicionales del sur tiene colores frescos para compensar el calor del sol, mientras que las del norte no tienen colores.
- El ábside es la parte más antigua, remontándose al siglo XI, y, por lo tanto, integralmente románica.
- La nave está cubierta por bóvedas sexpartitas.
- La capilla de los Borbones es totalmente extravagante, representativa del estilo gótico: nervios finos, claves de bóvedas, elementos vegetales tales como vino, acebo, muérdago, cardo, col, etc.
- Se puede admirar a la entrada del coro de los canónigos estatuas esculpidas por Blaise entre 1776 y 1780 de dos santos patronos de la catedral: San Esteban diácono y mártir y San Juan el Bautista.

## Reloj astronómico
- Originario del siglo XVI, fue alterado en varias ocasiones.
- Indica: la fecha, las posición de la luna, del sol y de la Tierra, además de la de las estrellas sobre Lyon. Está construido bajo los conocimiento de la época, en la que se afirmaba que el sol gira alrededor de la Tierra. La próxima fecha exacta será en 2019.
- Sobre el reloj, una serie de autómatas comienzan a moverse varias veces al día: animales y una escena que representa la Anunciación.

## Tesoro de la catedral
El tesoro, de acceso libre, está situado en la sala alta de la antigua escolanía (manécanterie) y  contiene importantes obras desde un punto de vista artístico e histórico. Entre sus numerosos objetos se pueden destacar un cofre de marfil del siglo X, un altar portátil bizantino del siglo XIII, una naveta de incienso y planchas de un salterio con esmaltes campeados de Limoges. Son espectaculares el conjunto de casulla, estola, hijuela y manípulo diseñados por Pierre Bossan y una capa pluvial del cardenal de Bonald con los relieves de los obispos de Lyon, san Potino y san Ireneo.

## Galería de imágenes

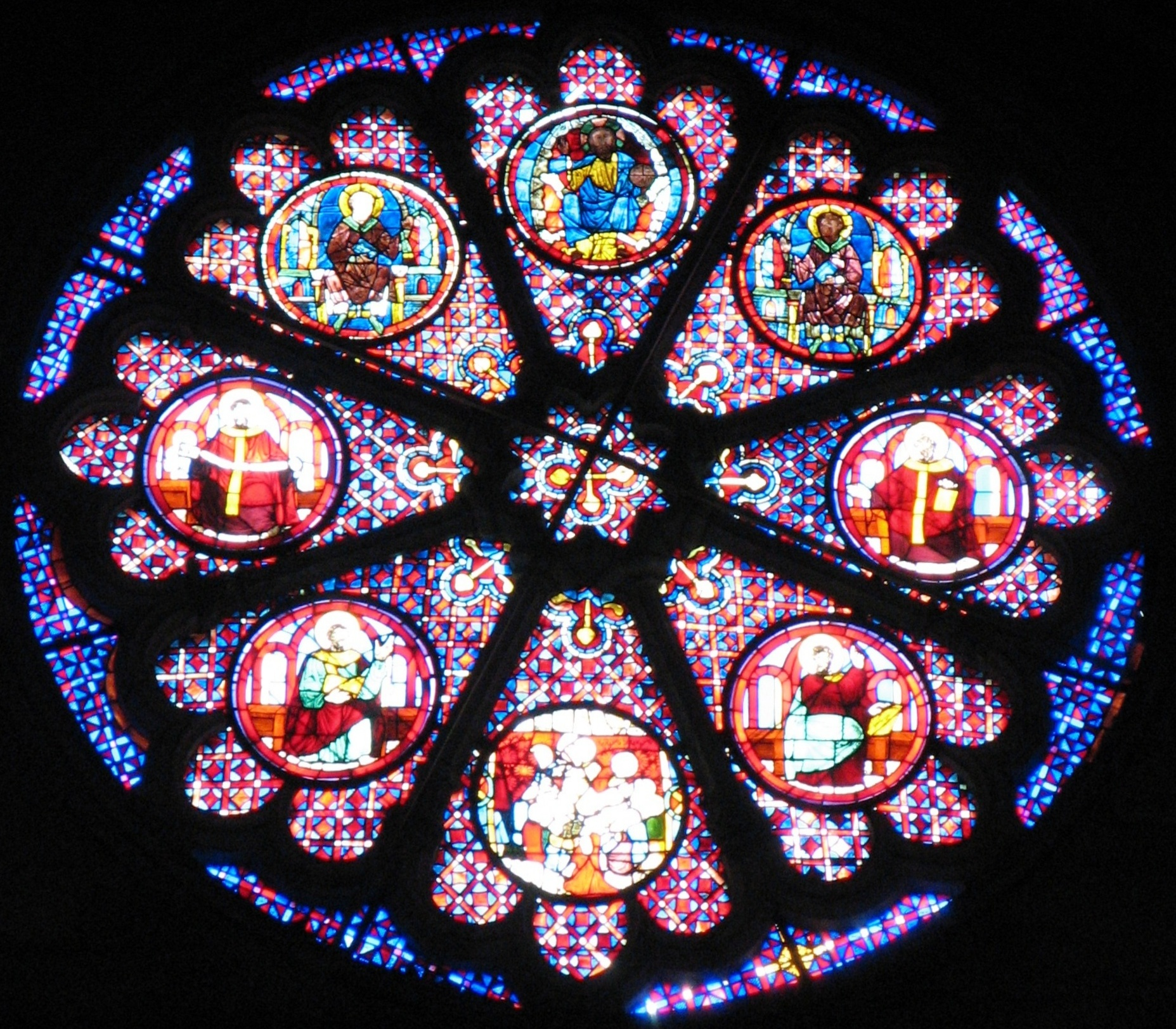
Las vidrieras coloreadas de la catedral
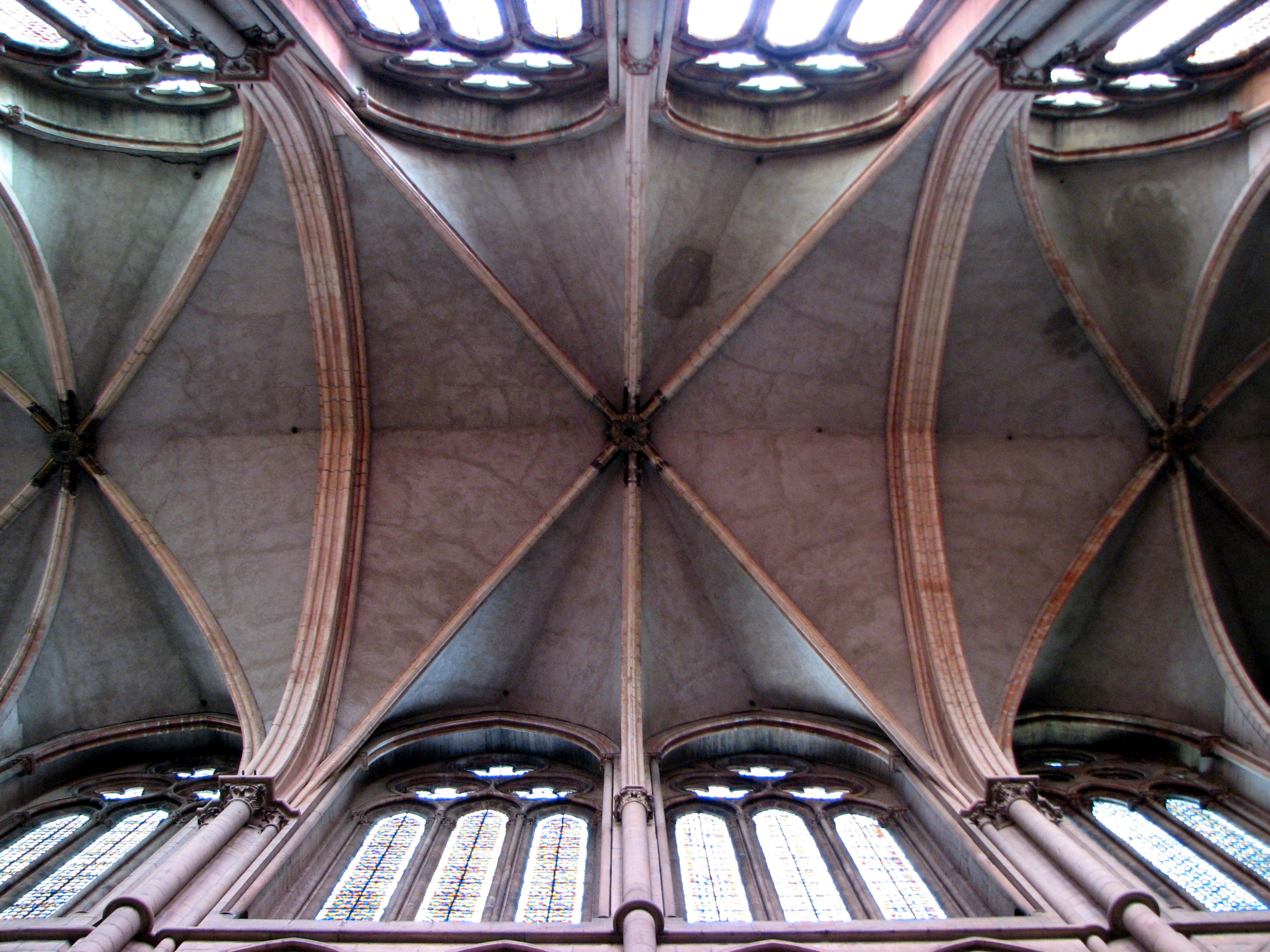
Techo de la catedral
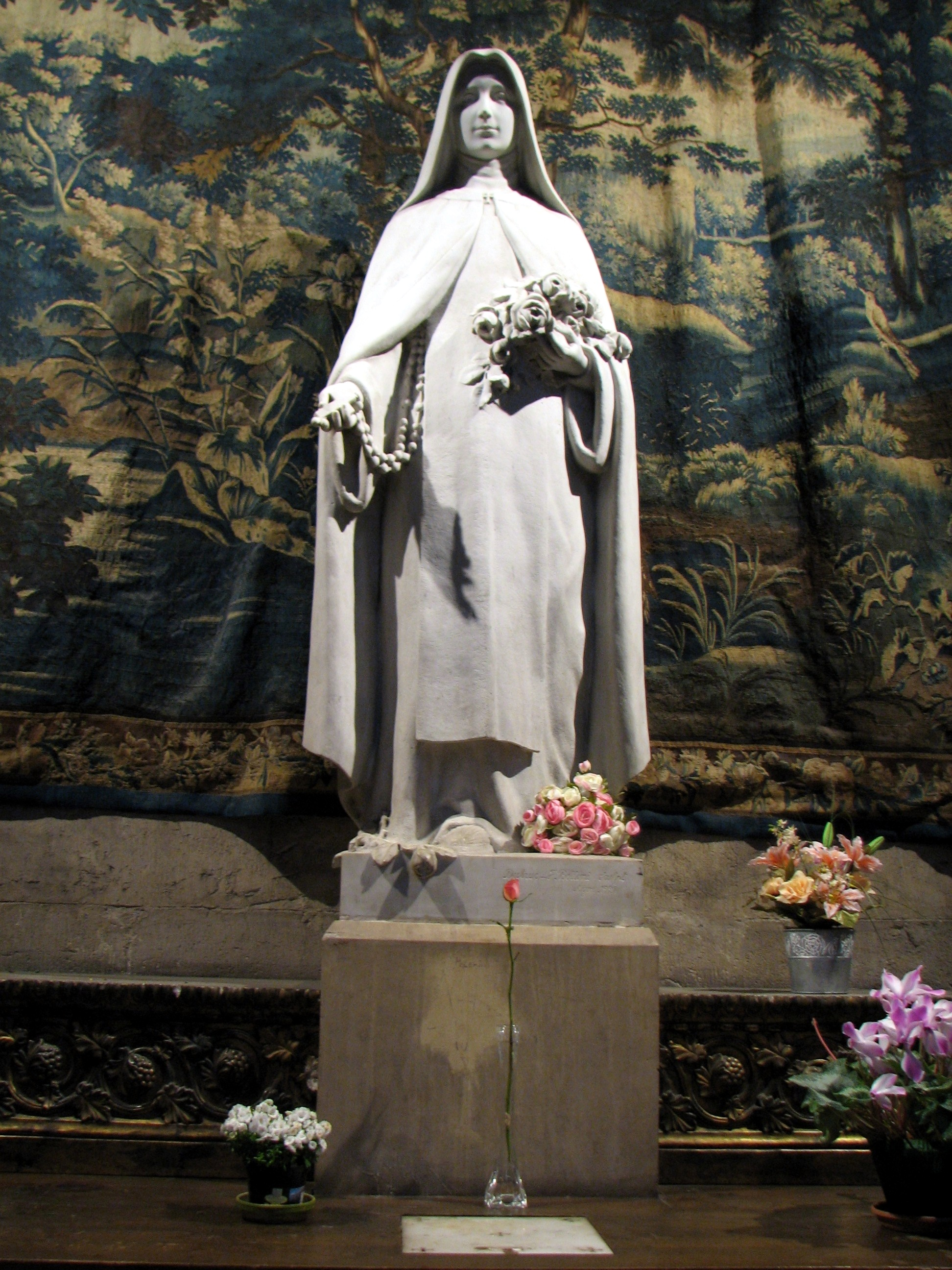
Escultura de Teresa de Lisieux situada en el interior de la catedral
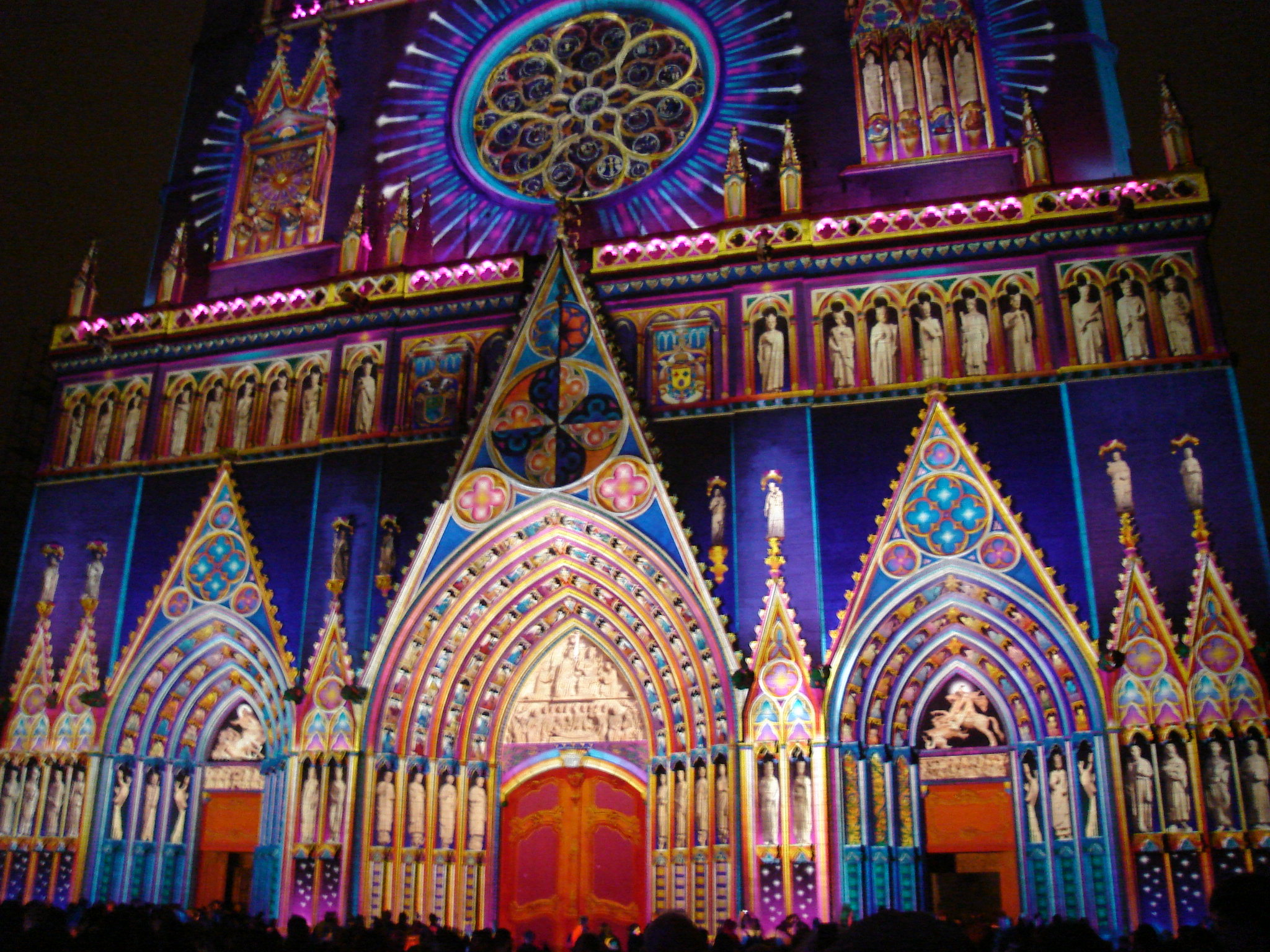
La primacial durante la fête des Lumières.